# 葛従周
葛 従周（かつ じゅうしゅう、生没年不詳）は、五代後梁の将軍。字は通美。濮州鄄城県の人。

## 生涯
幼い時から寛大で智略があり、黄巣軍に身を寄せ、軍校となる。王満渡で黄巣軍が朱全忠に敗れると霍存らと共に投降し、その後朱全忠に登用される。蔡州攻略戦で朱全忠が晋（後の後唐）の軍によって落馬すると従周は顔を負傷し矢で何本も射られながら身を呈して朱全忠を庇った。そのため、この戦いから撤退することができたこの戦いで朱全忠は危うく死ぬ所だったので朱全忠は多くの将を罰したが、朱全忠を救おうとした従周と張延寿だけは昇進した。そして朱珍や龐師古らの将と諸州の討伐に赴く。朱瑾討伐では朱瑾を城外へ誘い出してこれを撃破した。その後は晋の李罕之と李克用・燕の劉仁恭による侵攻を幾度となく防ぎ、更には王師範配下の劉鄩を降伏させるなど多くの功績を挙げた。後梁建国後は、病に罹って身を引き、朱友貞の時期に病没した。

## 逸話
- 『清異録』によると従周は水瑩鉄甲という十年も磨いていないにもかかわらず鏡面のように光る不思議な甲を所有していた。これは賊との戦いで利がない時は戦いの前に光を失って暗くなり、しばらくするともとに戻るというものだった。従周はいつもこの甲を使い戦いを占ったため功績を挙げることができた。そのためこれを中寝に据え香り高い酒を奉納し、「金翹将軍之位」とした。